# داشبلاغ (ملكان)
داشبلاغ هي قرية في مقاطعة ملكان، إيران. عدد سكان هذه القرية هو 179 في سنة 2006.